# Eye in the Sky
Eye in the Sky – szósty album studyjny grupy The Alan Parsons Project, wydany w 1982 roku. Album został nagrany w londyńskim Abbey Road Studios.

## Lista utworów
Wszystkie utwory zostały skomponowane przez Alana Parsonsa oraz Erica Woolfsona.
1. "Sirius" – 1:54
2. "Eye in the Sky" (wokal: Eric Woolfson) – 4:36
3. "Children of the Moon" (wokal: David Paton) – 4:51
4. "Gemini" (wokal: Chris Rainbow) – 2:11
5. "Silence and I" (wokal: Eric Woolfson) – 7:19
6. "You're Gonna Get Your Fingers Burned" (wokal: Lenny Zakatek) – 4:22
7. "Psychobabble" (wokal: Dave Terry) – 4:51
8. "Mammagamma" – 3:34
9. "Step by Step" (wokal: Lenny Zakatek) – 3:54
10. "Old and Wise" (wokal: Colin Blunstone) – 4:55

## Wydania
W 2007 roku album został wydany w wersji zremasterowanej, ubogacony o sześć dodatkowych ścieżek:
1. "Sirius" (Demo) – 1:56
2. "Old and Wise" (wokal: Eric Woolfson) – 4:43
3. "Any Other Day" (studio demo) – 1:42
4. "Silence and I" (wokal: Eric Woolfson) – 7:33
5. "The Naked Eye" – 10:49
6. "Eye Pieces" (Classical Naked Eye) – 7:51

## Skład
- Wokal – Chris Rainbow, Lenny Zakatek, Dave Terry, Eric Woolfson, Colin Blunstone, Alan Parsons
- Keyboard – Alan Parsons, Eric Woolfson
- Chórki – The English Chorale
- Gitara elektryczna – David Paton, Ian Bairnson
- Gitara akustyczna – David Paton, Ian Bairnson
- Giatara basowa – David Paton
- Perkusja – Stuart Elliott
- Saksofon – Mel Collins

## Listy przebojów
| Rok  | Kraj/Lista        | Pozycja |
| ---- | ----------------- | ------- |
| 1982 | The Billboard 200 | 7       |
| 1982 | UK Albums Chart   | 27      |
| 1982 | Kanada            | 3       |
| 1982 | Nowa Zelandia     | 3       |
| 1982 | Norwegia          | 3       |